# Gasztroangyal
A Gasztroangyal egy gasztro-ismeretterjesztő sorozat, amelyet Borbás Marcsi vezetett és a magyar gasztrokulturát mutatta be. A későbbiekben a műsor már nemcsak a gasztronómiával foglalkozott, hanem helyi hagyományokat, kulturális és népművészeti helyeket és eseményeket is bemutatott. A műsor 2011 október 1-jén indult az akkori M1-en, heti rendszerességgel szombatonként jelentkezett fél 6 magasságában. A műsor hamar a nézők kedvencévé vált, első évében a Kékfény után a második legnézettebb műsor volt a közmédia portfóliójában. A műsor 2015. március 21-től a Duna csatornára költözött és az adó húzóműsora volt. 2019 őszén Borbás Marcsi bejelentette, hogy a műsort pihentetni szeretné és más projektekkel kíván foglalkozni, ezért a közmédiától egy év szünetet kért, de reméli, hogy 2021-ben visszatérhet a műsor.
2019 januárjában elindult a Gasztroangyal társműsora, Borbás Marcsi szakácskönyve címen, amely vasárnap délutánonként látható a Dunán.